# Rostislav Štrubl
Rostislav Štrubl (8. července 1934 – 2. srpna 2004, Brno) byl český hokejový útočník.

## Hokejová kariéra
V československé lize hrál za CHZ Litvínov a Spartak Brno ZJŠ. Odehrál 6 ligových sezón. Za Litvínov nastoupil ve 109 ligových utkáních a dal 22 gólů.

## Klubové statistiky
| Sezona    | Klub             | Soutěž  | Základní část | Základní část | Základní část | Základní část | Základní část |
| Sezona    | Klub             | Soutěž  | Z             | G             | A             | B             | TM            |
| --------- | ---------------- | ------- | ------------- | ------------- | ------------- | ------------- | ------------- |
| 1959/1960 | Spartak Brno ZJŠ | 1. liga | -             | -             | -             | -             | -             |
| 1960/1961 | Spartak Brno ZJŠ | 1. liga | -             | -             | -             | -             | -             |
| 1961/1962 | Spartak Brno ZJŠ | 2. liga | -             | -             | -             | -             | -             |
| 1962/1963 | CHZ Litvínov     | 1. liga | 25            | 3             | -             | -             | -             |
| 1963/1964 | CHZ Litvínov     | 1. liga | 25            | 4             | -             | -             | -             |
| 1964/1965 | CHZ Litvínov     | 1. liga | 25            | 10            | -             | -             | -             |
| 1965/1966 | CHZ Litvínov     | 1. liga | 34            | 5             | 9             | 14            | -             |